# 林俊行
林 俊行（はやし としゆき、1963年〈昭和38年〉6月5日 - ）は、日本の建設・国土交通官僚。

## 来歴
愛知県出身。1988年（昭和63年）、東京大学法学部を卒業し、建設省へ入省。
入省後、国土交通省住宅局総務課企画官、国土交通省大臣官房参事官（国際建設市場）、国土交通省大臣官房広報課長、内閣府政策統括官（防災担当）付参事官（総括担当）、国土交通省大臣官房総務課長、水管理・国土保全局次長などを歴任。建設省の先輩に増田寛也がおり、増田の総務大臣時代には秘書官を務めた。
2019年（令和元年）7月9日、国土交通省大臣官房建設流通政策審議官に就任。
2020年（令和2年）1月5日、日本郵政へ出向し、常務執行役に就任。
2021年（令和3年）7月1日、復興庁統括官に就任。
2022年（令和4年）6月28日、国土交通審議官に就任。国土形成計画の策定を担い、策定に際したインタビューの中で、二地域居住や多地域居住への取り組みを推進していく考えを示した。2023年（令和5年）7月11日、同日付けで辞職。